# Tinlot
Tinlot és un municipi de Bèlgica a la província de Lieja, que forma part de la regió valona. A l'inici de 2008 tenia uns 2544 habitants; quant a la població, és el municipi més petit de la província.

## Història

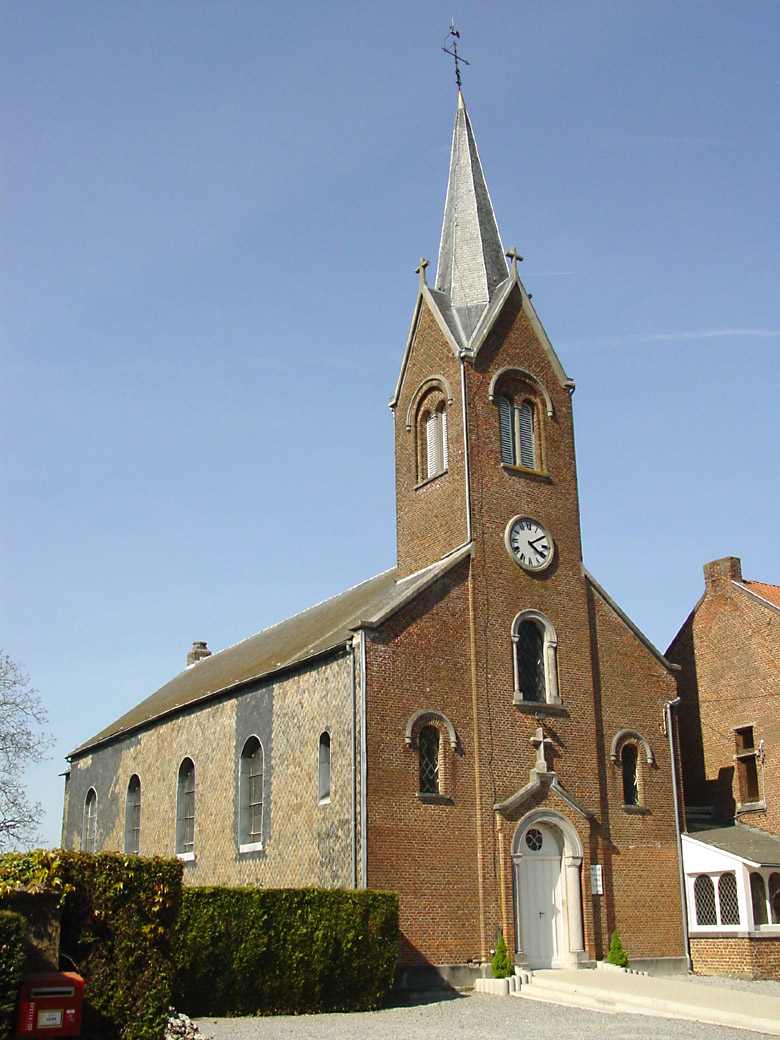
Església de Tinlot

Tinlot i els seus nuclis van pertànyer al Principat de Lieja fins al 1794, quan França va annexar el territori i crear la subdivisió administrativa de municipis que va perdurar fins a la fusió del 1977. El 1815, van passar al Regne Unit dels Països Baixos (1815) i per fi a Bèlgica (1830).

## Geografia i economia
Tinlot és un municipi rural, típic de la comarca del Condroz, L'activitat principal del municipi és l'agricultura i l'explotació dels boscs. A poc a poc, gràcies a la seva tranquil·litat i la qualitat dels paisatges, el poble s'està urbanitzant.

## Entitats i nuclis
- Abée
- Fraiture
- Ramelot
- Seny
- Scry
- Soheit-Tinlot

## Monuments i curiositats

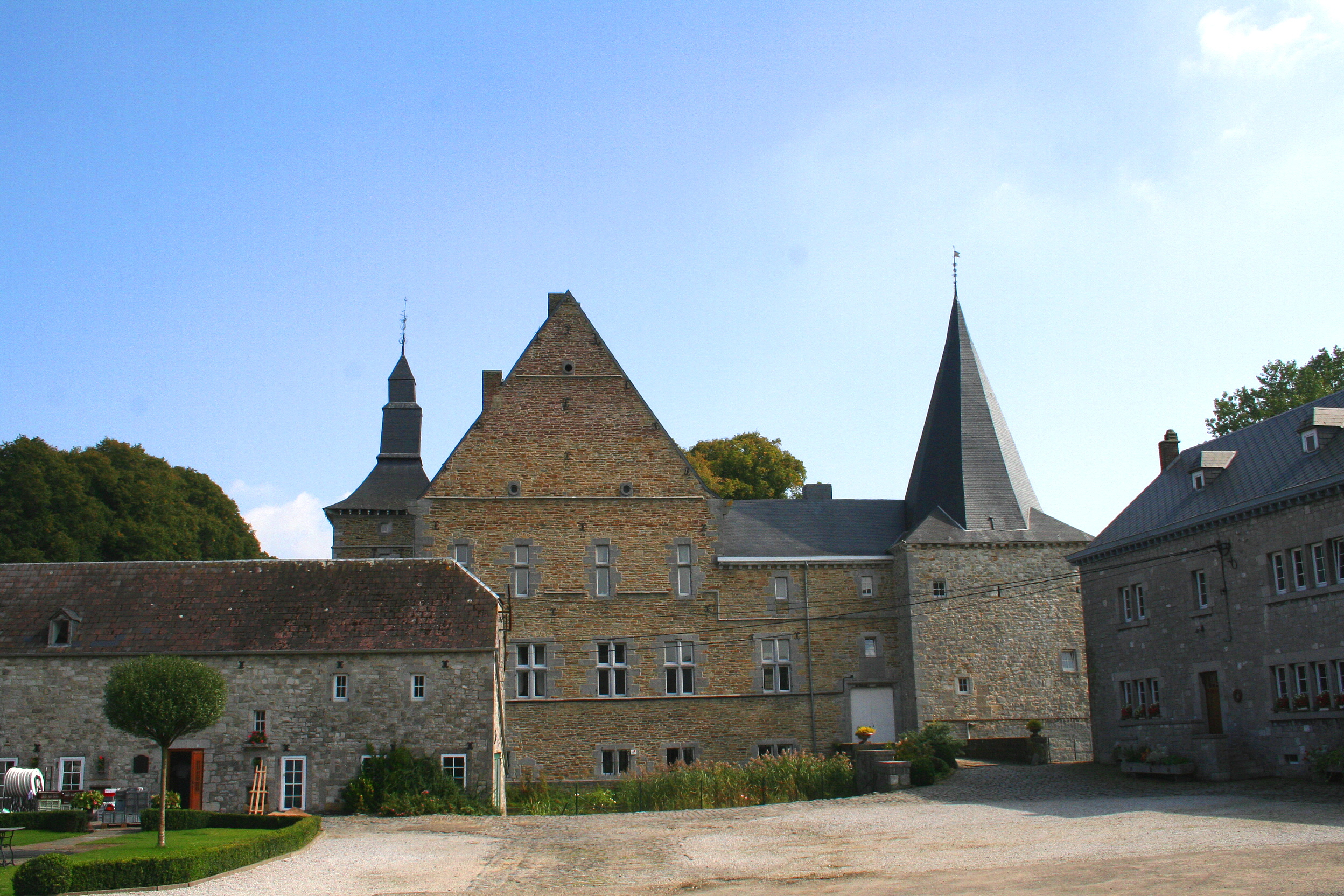
Castell d'Abée
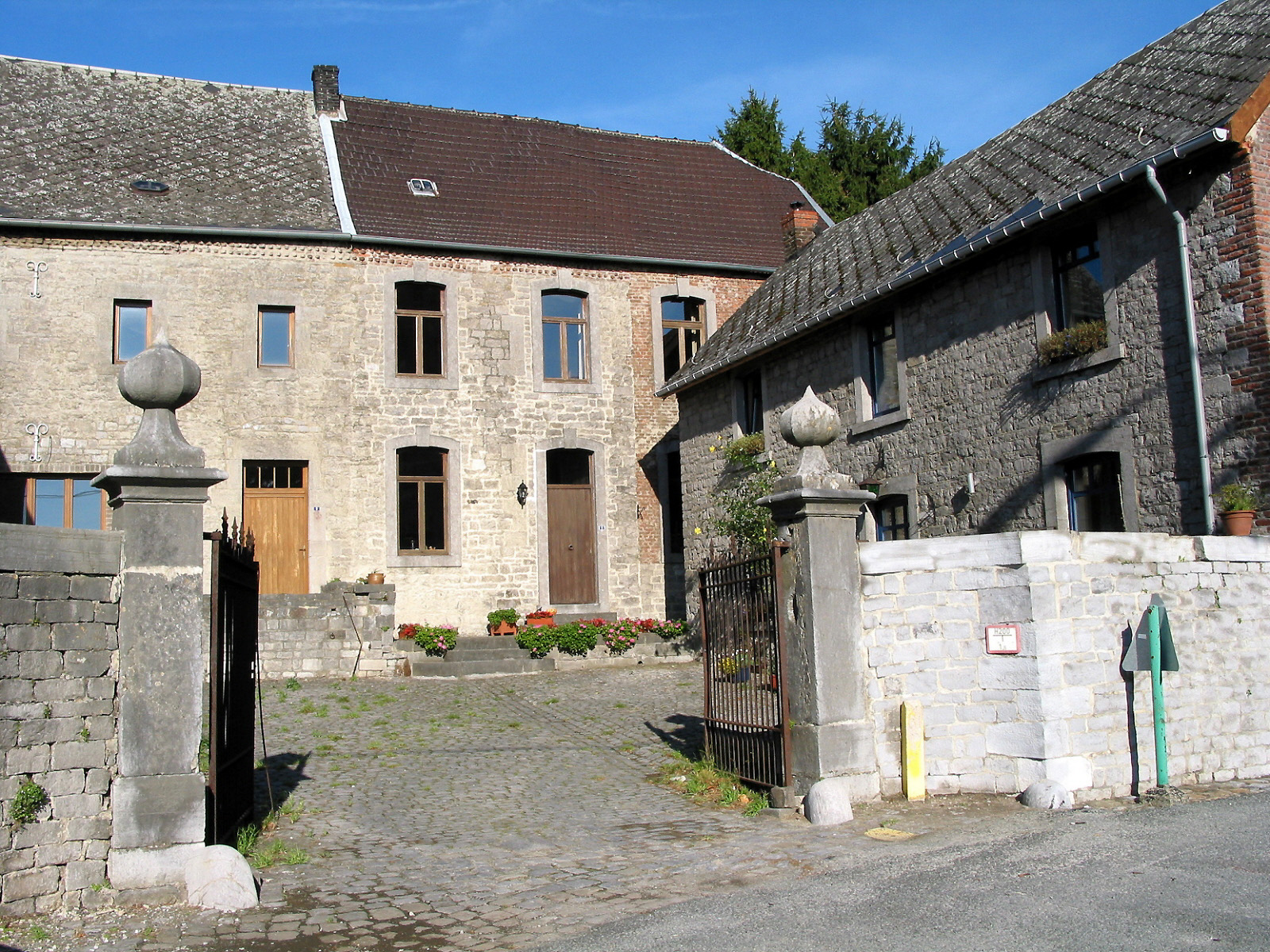
Masia a Scry
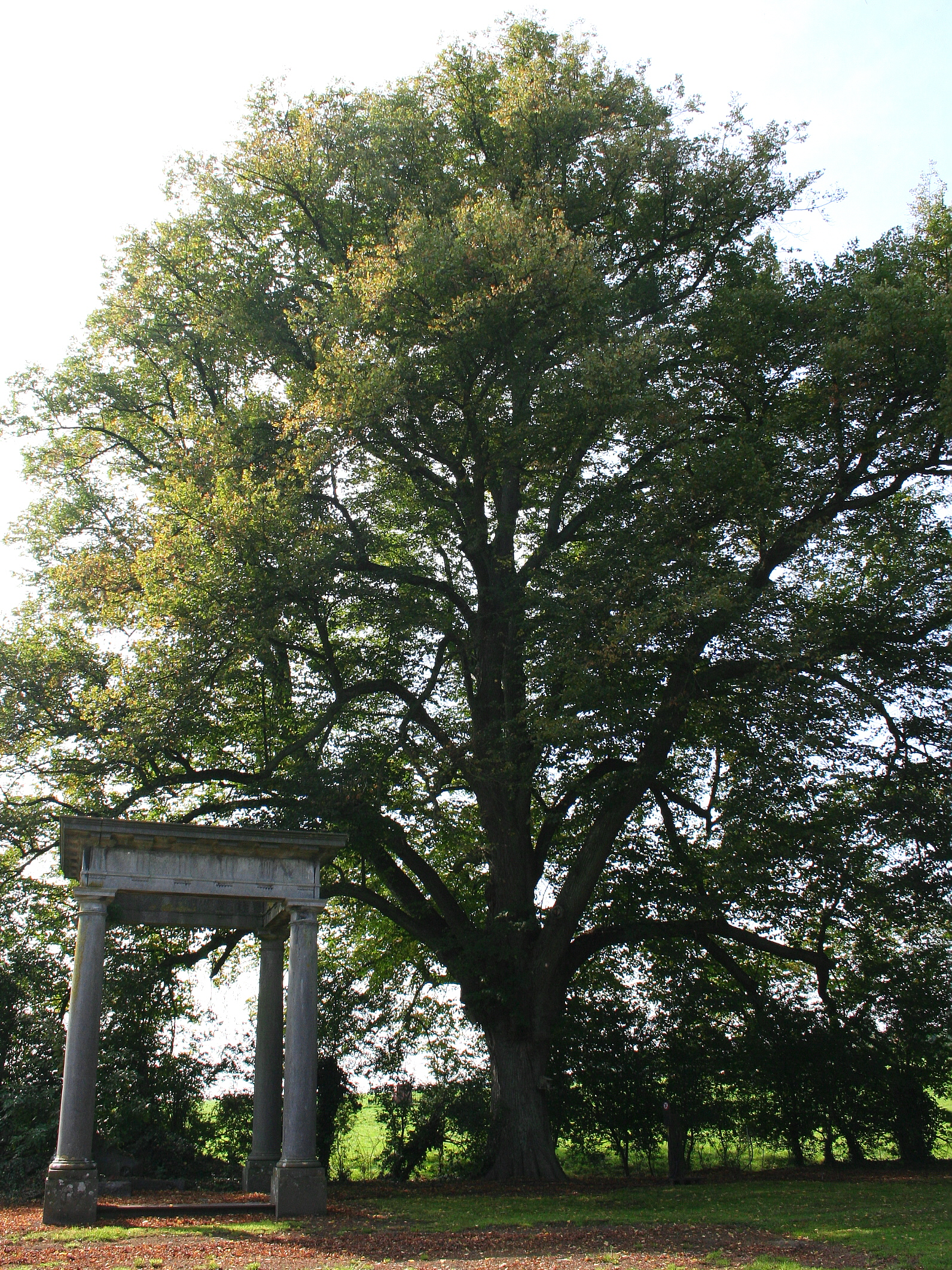
El til·ler trincentenari
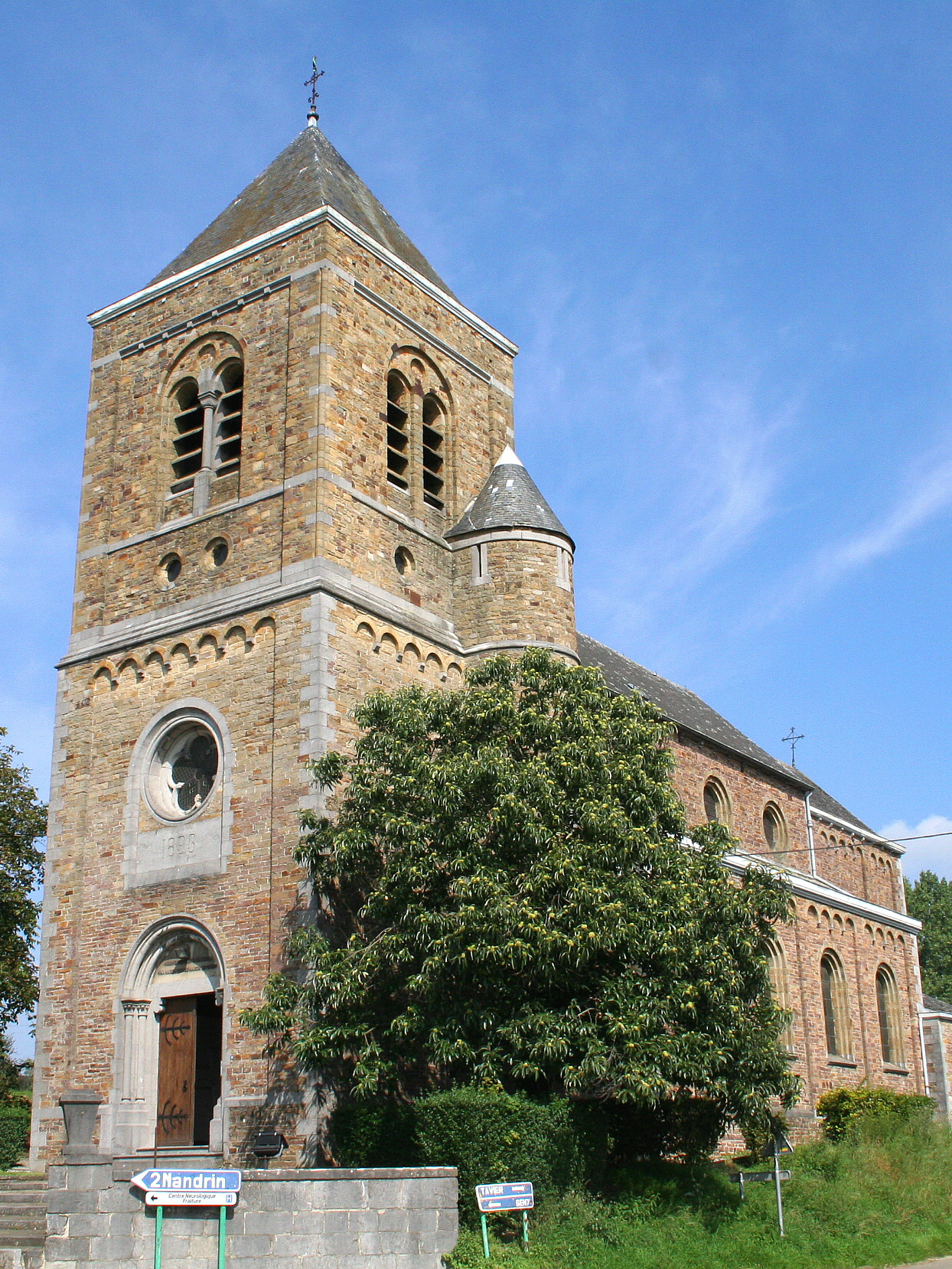
església neoromànica de Fraiture

- El Castell de Tinlot, reconstruït el 1617 i restaurat, a l'estil romàntic al segle xix. Comprèn una capella, fundada per Wathieu de Woot, senyor de Tinlot, amb baixos relleus atribuïdes a Jean Del Cour.
- La masia castral de Tinlot
- La masia castral de Soheit, fundada al segle xiii. La construcció actual data dels segles xvii i XVIII?
- El Castell i la masia castral d'Abée
- El Castell de Saint-Vitu del 1751
- El castell de Tillesse a Scry del qual el primer esment escrit data del segle xiii quan pertanyia juntament al senyor de Tinlot i al capítol de la catedral de Sant Lambert de Lieja. Més tard va escaure a l'abadia de Val-Notre-Dame fins a la revolució francesa.
- L'església de Martí de Tours a Scry en estil neogòtic.
- L'església de Remacle 	a Fraiture, en estil neoromànic
- Mes masies Demoitié (1665), Grosjean i el Vieux Château
- L'església de la mare de déu de Ramelot
- El castell de Ramelot construït de 1666 a 1810, que va pertànyer a l'advocat
- El til·ler tricentenari
- El túmul de Ramelot
- La plaça del Baty de Seny, monument llistat des del 1984, envoltada de masies i de cases de pedra, típiques del Condroz i l'església de Sant Pere, antiga possessió de l'abadia de Sint-Truiden, reconstruïda al mig del segle xix. Sant Trudo, fundador de l'abadia epònima, hauria passat al poble de Seny al 655 i hauria curat miraculosament el senyor de la lepra i de la ceguesa.

1. ↑  «Dades del registre nacional de Bèlgica de l'1 d'agost 2009». Arxivat de l'original el 2009-10-07. [Consulta: 8 octubre 2009].